# 安土町
安土町（あづちちょう）は、かつて滋賀県の東部、琵琶湖東岸に位置していた町である。蒲生郡に属した。日本史の時代区分の一つである安土桃山時代の語源ともなった安土城が建てられた地として知られる。2010年（平成22年）3月21日に新設合併により近江八幡市となり、旧町域に安土町地域自治区が設けられた。
共通語では「あ」を高く読む頭高型、もしくは「づ」を高く読む中高型で発音されるが、地元でのアクセントはすべての音を高く読む平板型である。

## 地理
- 琵琶湖
- 西の湖
- 繖山（きぬがさやま） - 標高432.7m
- 箕作山（みつくりやま） - 標高375.3m
- 安土山（あづちやま） - 標高198.9m

### 隣接する自治体
- 近江八幡市
- 東近江市

## 歴史
安土城を中心とする歴史については、安土城を参照。
- 1954年（昭和29年）4月1日 - 安土村・老蘇村が合併して発足。
- 1955年（昭和30年）1月1日 - 大字清水鼻が神崎郡旭村・南五個荘村・北五個荘村と合併して五個荘町（現東近江市）が発足。
- 2010年（平成22年）3月21日 - 近江八幡市と合併し、改めて近江八幡市が発足。同日安土町廃止。旧・安土町域に滋賀県内初の地域自治区である安土町地域自治区が設置（2020年3月末まで）[1]。

### 近江八幡市との合併
2000年（平成12年）から2004年にかけて、能登川町および五個荘町との合併が検討されたが断念した（安土市構想）。2005年に近江八幡市に合併を申し入れ、合併協議会まで設置されたが、この時は町内の反対が強かったため断念し、合併協議会は解散している。
2008年（平成20年）9月に再び近江八幡市に合併を申し入れ、2009年（平成21年）3月には合併協議会が設置される。合併の是非を問う住民投票を求める直接請求がなされたが、4月に町議会で住民投票条例案が否決され、6月15日に町議会が合併を決議した。6月24日に合併を進める町長に対する解職（リコール）請求がなされるものの、7月15日には県議会において合併承認の議決がなされ、7月31日の総務省告示で2010年（平成22年）3月21日の合併が確定した。
しかしその後、2009年（平成21年）8月23日に合併推進の町長のリコールが成立した。これを受けた10月4日の出直し町長選挙では、合併反対派の候補が当選した。新町長は合併の是非を問う住民投票条例案を町議会に提出したが、10月23日に町議会はこれを否決した。その後、町長提案の住民アンケート議案の否決、反対派による議会の自主解散議案の否決などを経て、2010年（平成22年）1月5日に住民による町議会の解散の住民投票の請求がなされる。同年2月14日に行われた住民投票で、解散賛成が過半数を占め、町議会が即日解散する事態となった。2010年3月21日に予定された合併の直前になり、町政に混乱が生じた。
2010年3月14日に出直し町議会議員選挙がおこなわれ、合併賛成派から4名、合併反対派から6名が当選し、解散前とは議会の構成が逆転して反対派が多数となった。そして2010年3月16日に、合併反対派議員の提案により、町議会で合併停止を求める決議がなされた。しかし、総務省告示で合併は確定しており、停止決議は合併の効力には影響せず、3月21日に（新）近江八幡市となった。なお、合併後の新市長選出までの市長職務代行者については、近江八幡市長と安土町長の双方が自らの就任を主張して譲らず、合併前日に滋賀県知事の裁定で近江八幡市長が就任することとなった。合併後も、合併反対派に（新）近江八幡市からの分立（分割）を求める活動を続ける動きがある。合併を推進してリコールされた元町長は、2011年6月14日に、（新）近江八幡市の副市長に就任している。

## 行政
- 町長：大林宏（2009年（平成21年）10月5日-2010年（平成22年）3月20日 1期目・最後の町長）

## 姉妹都市・提携都市

### 国内
織田信長サミット
- 清須市（愛知県）
- 小牧市（愛知県）
- 岐阜市（岐阜県）
- 大垣市（岐阜県）
- 安八町（岐阜県）

- 安土町（現･近江八幡市）（滋賀県）
- 高島市（滋賀県）
- 越前町（福井県）
- 甘楽町（群馬県）
- 天童市（山形県）

### 海外
- マントヴァ市（イタリア・ロンバルディア州）
  - 2005年（平成17年）2月20日姉妹都市提携

## 学校
小学校
- 安土小学校
- 老蘇小学校

中学校
- 安土中学校

## 施設

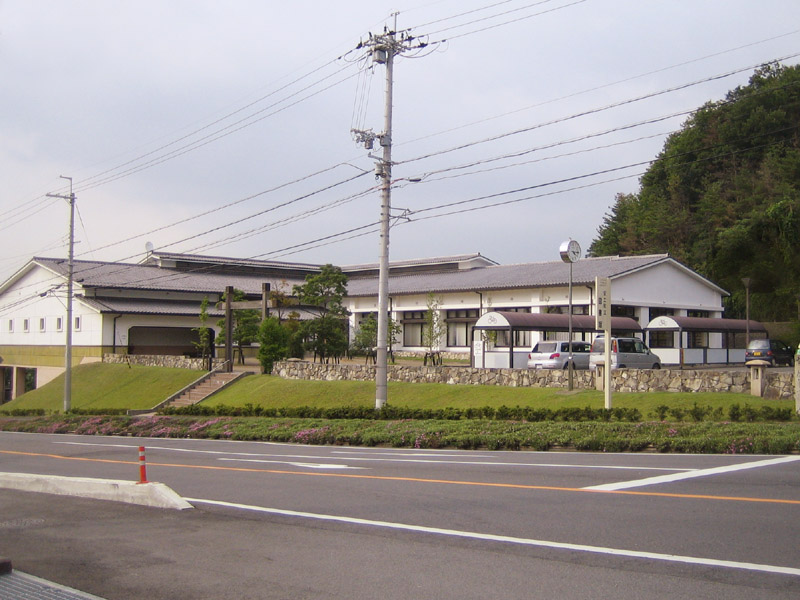
安土町立図書館

- 安土町立図書館
蔵書能力は約11万冊。織田信長に関する貴重な歴史資料を集めた「安土文庫」を持つ。
- 安土町公民館
町在住者・在勤者を対象に、定期的に公民館教室を開催。料理教室や郷土史の学習を推進している。
- 匠の里
町の歴史や文化の継承に資することを目的として建設。研修棟と専門棟を持つ。

## 交通

### 鉄道
- 西日本旅客鉄道（JR西日本）
  - 東海道本線：安土駅

### 道路
一般国道
- 国道8号

主要地方道
- 滋賀県道2号大津能登川長浜線

一般地方道
- 滋賀県道198号安土停車場桑実寺本堂線
- 滋賀県道201号安土西生来線
- 滋賀県道511号栗見新田安土線
- 滋賀県道526号伊庭円山線

## 名所・旧跡・観光スポット・祭事・催事

### 観光
- 文芸の郷
  - 滋賀県立安土城考古博物館
    - 旧宮地家住宅 - 1754年（宝暦4年）建造、国の重要文化財。
    - 旧安土巡査駐在所 - 1885年（明治18年）建造、登録有形文化財。
    - 旧柳原学校校舎 - 1876年(明治9年）建造、滋賀県指定文化財。高島市新旭町太田にあったものを移築。

  - 安土城天主信長の館 - セビリア万国博覧会に出展された安土城の復元天守（5・6階部分）を移築。
  - 文芸セミナリヨ
  - あづちマリエート
- 安土町城郭資料館
- 郷土館 - 旧伊庭家住宅（1913年（大正2年）建造、ウィリアム・メレル・ヴォーリズ設計の西洋館）

### 名所
- 安土城跡 - サクラ の名所でもある。
- 老蘇の森（おいそのもり）
  - 奥石神社 - 本殿が国の重要文化財
- 観音寺城跡
- 観音正寺（西国三十三所第32番札所）
- 桑実寺
- 教林坊
- 摠見寺

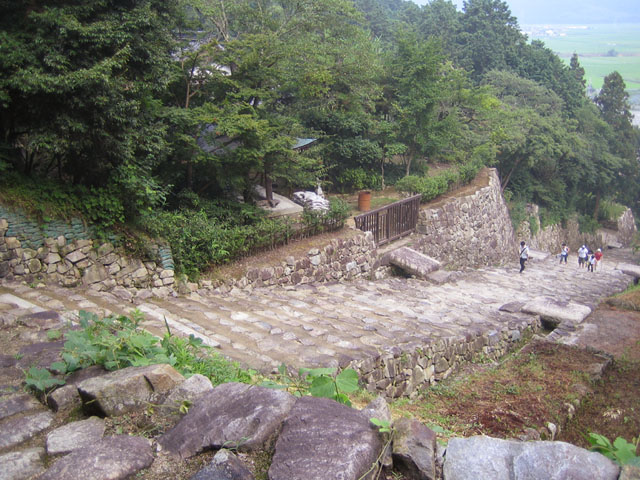
安土城址

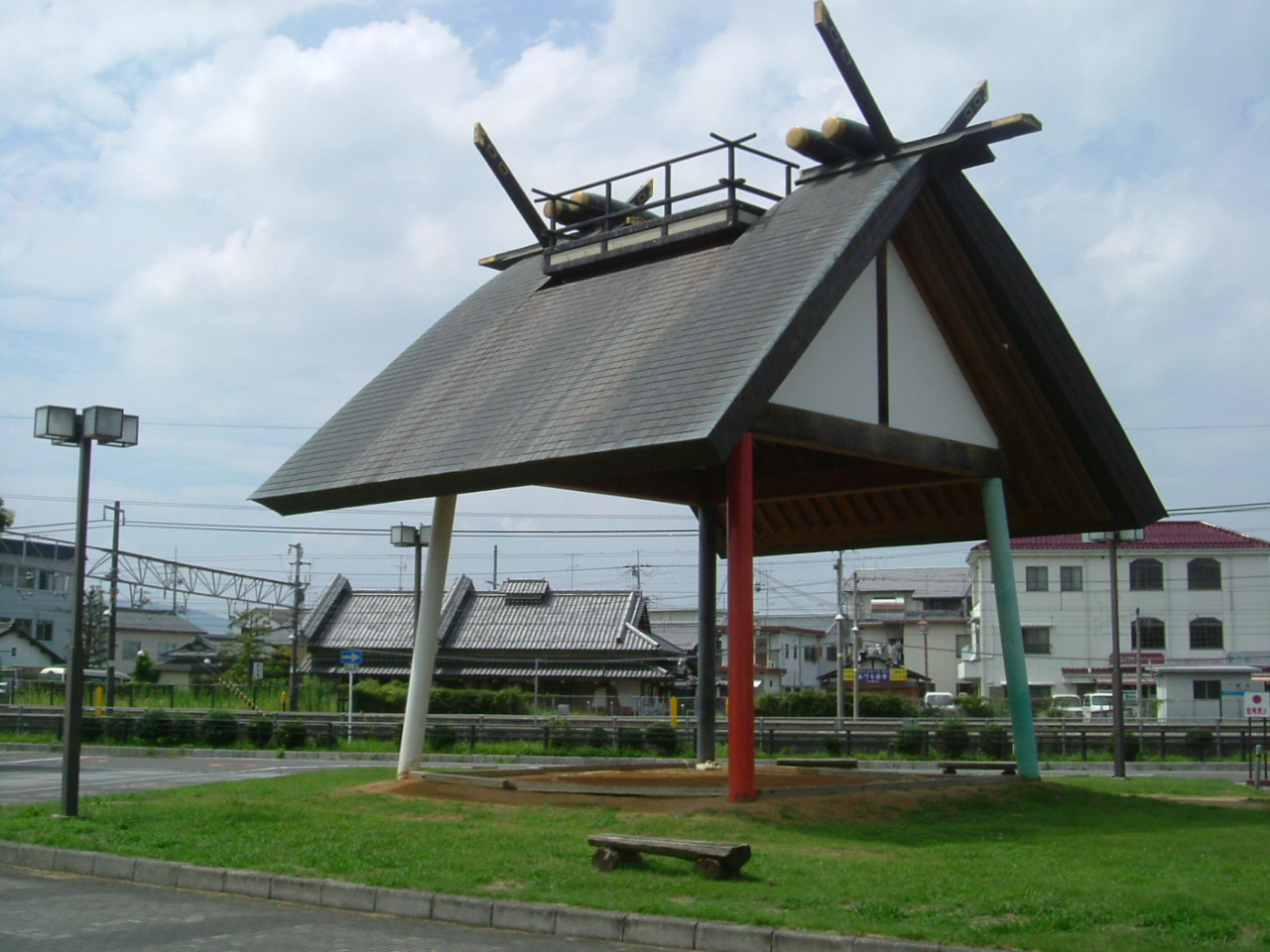
相撲櫓

- 浄厳院 - 浄土宗と日蓮宗による安土問答（安土宗論）が行われた寺。
- 沙沙貴神社 - 佐佐木源氏発祥の地。
- 岩戸山十三仏
- セミナリヨ跡

## 著名人
- 六角定頼（佐々木源氏六角氏。観音寺城主）
- 六角定頼（同上）
- 六角義治（同上）
- 浅井長政（安土生まれ。小谷城主）
- 織田信長（安土城主）